# Хомер (Небраска)
Хомер (енгл. Homer) град је у америчкој савезној држави Небраска.

## Демографија
По попису из 2010. године број становника је 549, што је 41 (-6,9%) становника мање него 2000. године.
| Група             | 2000.       | 2010.       |
| Белци             | 570 (96,6%) | 508 (92,5%) |
| Афроамериканци    | 0 (0,0%)    | 0 (0,0%)    |
| Азијати           | 0 (0,0%)    | 0 (0,0%)    |
| Хиспаноамериканци | 2 (0,3%)    | 5 (0,9%)    |
| Укупно            | 590         | 549         |